# Citharexylum oleinum
Citharexylum oleinum là một loài thực vật có hoa trong họ Cỏ roi ngựa. Loài này được (Benth. ex Lindl.) Moldenke mô tả khoa học đầu tiên năm 1937.